# Borderline (film 2008)
Borderline è un film del 2008 diretto da Lyne Charlebois.
La pellicola è stata sceneggiata dalla scrittrice Marie-Sissi Labrèche cui si deve anche il soggetto tratto dai suoi romanzi Borderline e La Brèche.